# Christian Friedrich Daniel Schubart
Christian Friedrich Daniel Schubart, född  26 mars 1739 i schwabiska staden Obersontheim, död 10 oktober 1791 i Stuttgart, var en tysk skald, tillhörande Sturm und Drang-perioden.
Han studerade teologi i Erlangen men måste på grund av sjukdomar flytta till föräldrahemmet, i vars omgivning han någon tid uppehöll sig som hjälppräst och organist. Utnämnd till musikdirektör i Ludwigsburg 1768, blev han för sina utsvävningar och satiriska dikter satt i fängelse och sedan utvisad ur Württemberg. 1774–77 utgav han i Augsburg och Ulm "Deutsche Chronik", det första verkliga tyska folkbladet, en tidskrift, som genom sin patriotism och frisinthet vann stort bifall.
Schubart lockades emellertid 1777 över på württembergskt område enligt befallning av hertig Karl Eugen, hölls i strängaste fängelse på Hohenasperg och vart först 1787 frigiven, sedan hans lidanden brutit hans hälsa. Han utnämndes då av hertigen till hovskald och teaterchef i Stuttgart.
I den folkliga tonen av sitt skaldskap står Schubart nära Gottfried August Bürger. Die Fürstengruft, en hat- och hämndsång mot despoterna, Kaplied, som gisslar de tyske furstarnas människohandel, och Schwäbische Bauernlieder uppvisar en ursprunglig, om också på improvisationens stadium kvarstannande begåvning.
Schubart komponerade även sång och pianomusik.